# مرده شریر ۲
مرده شریر ۲ یا کلبه وحشت ۲ (به انگلیسی: Evil Dead II) فیلمی ۸۴ دقیقه‌ای به ژانر کمدی ترسناک با کارگردانی سم ریمی و بازی بروس کمبل محصول کشور ایالات متحده آمریکا است.